# B&C Records
B&C Records est un label discographique britannique actif entre la fin des années 1960 et le début des années 1970.

## Histoire
L'entreprise Beat & Commercial Records Ltd. (B&C) est fondée par Lee Gopthal, un Britannique d'origine jamaïcaine qui a une formation de comptable, en 1963. Son rôle consiste d'abord à permettre la vente de disques publiés par le label de reggae Island Records. Le label B&C est fondé en 1969 en partenariat avec Tony Stratton-Smith, le fondateur de Charisma Records. Les deux labels sont très proches et partagent le même système de numérotation pour leurs sorties respectives.
Les premières parutions de B&C sont des singles d'artistes soul américains comme James Carr ou Bob & Earl (en), mais au cours de sa brève existence, le label publie également des groupes de rock progressif (Atomic Rooster), de folk rock (Steeleye Span) et de hard rock (Nazareth). Ces artistes sont transférés vers un nouveau label, Pegasus Records, en 1971, puis vers Mooncrest Records (en) l'année suivante. Le label B&C cesse d'être utilisé vers la même date. Il est brièvement ressuscité à la fin des années 1970 pour quelques parutions de Saga Records.